# Laura Betti
Laura Betti, nome d'arte di Laura Trombetti (Casalecchio di Reno, 1º maggio 1927 – Roma, 31 luglio 2004), è stata un'attrice, regista e cantante italiana, attiva tanto nel cinema quanto in teatro e televisione.
Il suo primo ruolo importante fu nel film La dolce vita (1960) di Federico Fellini. Nel 1968 vinse la Coppa Volpi per Teorema di Pier Paolo Pasolini; poi divenne una delle attrici preferite di Marco Bellocchio che la diresse in vari film: Nel nome del padre (1972), Sbatti il mostro in prima pagina (1972) e nel 1977 nella riduzione televisiva de Il gabbiano di Anton Cechov. Ebbe un ruolo di rilievo accanto a Donald Sutherland in Novecento di Bernardo Bertolucci, nella parte di Regina, sadica cugina del protagonista Alfredo (Robert De Niro). Interpretò anche una scena con Marlon Brando in Ultimo tango a Parigi (1972): il suo ruolo era quello di Miss Blandish, nome preso a prestito dal romanzo Niente orchidee per Miss Blandish di James Hadley Chase; la scena però venne tagliata.

## Biografia

### Esordi

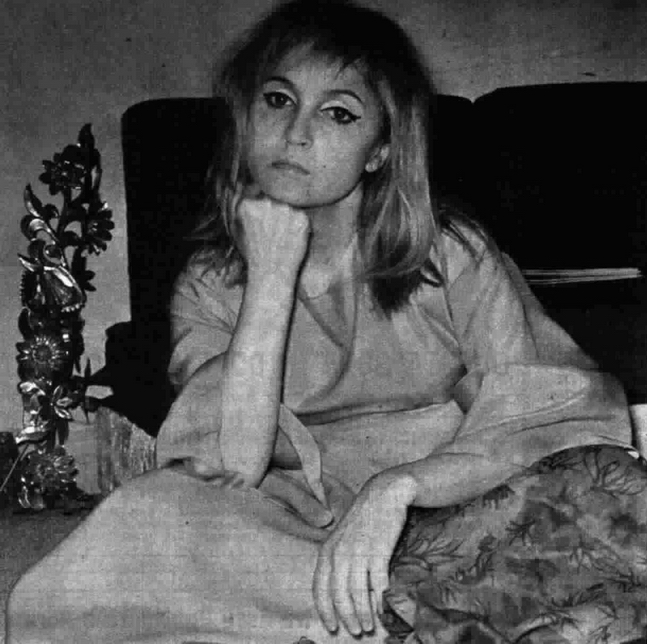
Laura Betti

Figlia di Ettore Trombetti, avvocato iscritto al Partito d'Azione, e nipote del glottologo Alfredo Trombetti, Laura Betti esordì nello spettacolo come cantante di brani jazz; dopo una breve esperienza nel cabaret (1954) in coppia con Walter Chiari ne I saltimbanchi. Nel 1955 debuttò in teatro ne Il crogiuolo di Arthur Miller, con la regia di Luchino Visconti; nel suo repertorio giovanile anche il Cid di Corneille, in coppia con Enrico Maria Salerno e I sette peccati capitali di Brecht e Weill.
Nel 1960 realizzò un recital di canzoni con la collaborazione dei più grandi talenti letterari dell'epoca come Mario Soldati, Franco Fortini, Ennio Flaiano, Giorgio Bassani, Camilla Cederna, Fabio Mauri, Gino Negri, Goffredo Parise, Alberto Arbasino, Ercole Patti, Alberto Moravia, oltre che dello stesso Pasolini. Il recital, dal titolo Giro a vuoto, dopo il tour italiano iniziato al Teatro Gerolamo di Milano il 27 gennaio 1960, debuttò a Parigi dove fu calorosamente recensito dal poeta, saggista, critico d'arte, oltre che fondatore del movimento del surrealismo, André Breton e venne ripreso per altre tre volte negli anni a seguire.
Tra la fine del 1960 e il gennaio 1961 divenne popolare interpretando con Paolo Poli la coppia di cantastorie che intonavano La ballata del pover'uomo, che scandiva gli episodi dello sceneggiato televisivo Tutto da rifare pover'uomo, diretto da Eros Macchi.

### L'attività cinematografica e la Coppa Volpi a Venezia
Dopo avere esordito nel 1956 in Noi siamo le colonne di Luigi Filippo D'Amico, ottenne le prime parti importanti nel 1960 in Labbra rosse di Giuseppe Bennati, Era notte a Roma di Roberto Rossellini, e soprattutto ne La dolce vita di Federico Fellini, dove interpretava Laura, una giovane saccente che nella scena finale del party si vede rovesciare un bicchiere d'acqua in faccia da Marcello (Marcello Mastroianni).
La sua attività cinematografica ebbe una svolta quando conobbe Pier Paolo Pasolini, che la diresse in La ricotta (episodio di Ro.Go.Pa.G.) e, successivamente (1968), nell'opera teatrale Orgia e nel fim Teorema, per il quale l'attrice si aggiudicò la Coppa Volpi come miglior attrice al Festival del cinema di Venezia. Sempre sotto la regia di Pasolini, nel 1971 girò I racconti di Canterbury.
A partire dagli anni '70, in parallelo al mutare della sua fisicità, si specializzò nell'interpretazione di personaggi negativi, il più delle volte in ruoli di caratterista, finendo però con il rubare la scena ai protagonisti grazie al suo eccezionale temperamento. Tra i tanti film interpretati in questo periodo: Sbatti il mostro in prima pagina (1972) di Marco Bellocchio, Allonsanfàn (1974) di Paolo e Vittorio Taviani, Vizi privati, pubbliche virtù (1975) di Miklós Jancsó), Novecento (1976) di Bernardo Bertolucci, dove interpretò una delle sue parti da cattiva più celebri, quella di Regina, Viaggio con Anita (1978) di Mario Monicelli e Il piccolo Archimede (1979) di Gianni Amelio. Nel decennio successivo si fece ancora notare in ruoli sgradevoli, come Caramelle da uno sconosciuto (1987) di Franco Ferrini, Il grande cocomero (1993) e Con gli occhi chiusi (1994) di Francesca Archibugi, e Un eroe borghese (1995) di e con Michele Placido.
Uno fra gli ultimi registi a dirigerla è stato Mimmo Calopresti, per il quale interpretò nel 2003 il ruolo di una suora nel film La felicità non costa niente, che le valse una candidatura al Nastro d'argento come Migliore attrice non protagonista.

### Fondo Pasolini

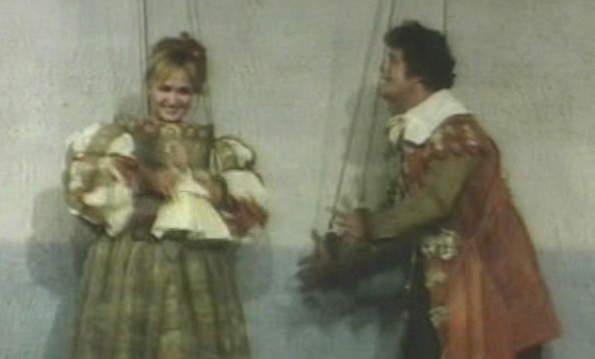
Desdemona (Laura Betti) e Cassio (Franco Franchi) in Che cosa sono le nuvole? (episodio di Capriccio all'italiana, 1968)

Laura Betti ritratta insieme a Pier Paolo Pasolini

Dal 1983 è stata ideatrice e direttrice del Fondo Pier Paolo Pasolini, che per più di vent'anni ha avuto sede a Roma, in piazza Cavour. Per lo scrittore, Laura Betti era una tragica Marlene, una vera Garbo con sopra al volto una maschera inalterabile di pupattola bionda. Il suo rapporto con Pasolini, il suo carattere e le difficoltà dei suoi ultimi anni sono stati descritti impietosamente da Emanuele Trevi in Qualcosa di scritto, pubblicato nel 2012 da Ponte alle Grazie, secondo classificato alla 66ª edizione del Premio Strega.
Oltre a portare avanti come direttrice l'attività del Fondo, nella parte finale della carriera (1993) Betti aggiornò il suo recital del 1985, dove interpretava Les Chansons de Bilitis di Pierre Louÿs su musiche di Claude Debussy nella prima parte e nella seconda Una disperata vitalità di Pier Paolo Pasolini, eliminando la prima parte e arricchendolo di altri testi pasoliniani e poesie raccolti sotto il titolo Una disperata vitalità.
Nel 2003 creò, presso la biblioteca della Cineteca di Bologna, il Centro Studi Archivio Pier Paolo Pasolini, nel quale trasferì, tramite donazione, tutta la documentazione raccolta dal fondo: più di 1.000 volumi e altro materiale inerente all'opera di Pasolini. Il trasferimento da Roma a Bologna causò notevoli attriti fra l'attrice e l'amministrazione capitolina.
Nello stesso anno, nella sua città natale, la Casadeipensieri, diretta Da Davide Ferrari, le assegnò la Targa Paolo Volponi, con l'intervento di Gianni Scalia, Marco Antonio Bazzocchi e Giovina Volponi Iannello.
Riposa al cimitero della Certosa di Bologna, nella tomba di famiglia. Dopo la sua morte, il fratello Sergio ha donato al Centro Studi Archivio Pier Paolo Pasolini tutti i documenti personali relativi alla sua carriera, raccolti sotto il nome di Fondo Laura Betti. Nel novembre 2015 il Teatro Comunale di Casalecchio di Reno (suo luogo di nascita) è stato a lei intitolato.

## Filmografia

### Attrice

#### Cinema

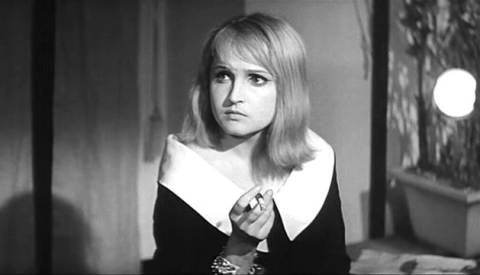
Laura Betti in una breve apparizione nel film La dolce vita (1960)

Laura Betti nel film Novecento (1976)

- Noi siamo le colonne, regia di Luigi Filippo D'Amico (1956)
- Labbra rosse, regia di Giuseppe Bennati (1960)
- La dolce vita, regia di Federico Fellini (1960)
- Era notte a Roma, regia di Roberto Rossellini (1960)
- La ricotta, episodio di Ro.Go.Pa.G., regia di Pier Paolo Pasolini (1963)
- Il mondo di notte n° 3, regia di Gianni Proia (1963)
- La Terra vista dalla Luna, episodio di Le streghe, regia di Pier Paolo Pasolini (1967)
- Edipo re, regia di Pier Paolo Pasolini (1967)
- Fermate il mondo... voglio scendere!, regia di Giancarlo Cobelli (1968)
- Che cosa sono le nuvole?, episodio di Capriccio all'italiana, regia di Pier Paolo Pasolini (1968)
- Teorema, regia di Pier Paolo Pasolini (1968)
- Porcile, regia di Pier Paolo Pasolini (1969) - solo voce
- Il rosso segno della follia, regia di Mario Bava (1969)
- Sledge (A Man Called Sledge), regia di Vic Morrow (1970)
- Reazione a catena, regia di Mario Bava (1971)
- I racconti di Canterbury, regia di Pier Paolo Pasolini (1972)
- La banda J. & S. - Cronaca criminale del Far West, regia di Sergio Corbucci (1972)
- Nel nome del padre, regia di Marco Bellocchio (1972)
- Sbatti il mostro in prima pagina, regia di Marco Bellocchio (1972)
- Sepolta viva, regia di Aldo Lado (1973)
- Allonsanfàn, regia di Paolo e Vittorio Taviani (1974)
- La cugina, regia di Aldo Lado (1974)
- Fatti di gente perbene, regia di Mauro Bolognini (1974)
- La ragazza con gli stivali rossi, regia di Juan Buñuel (1974)
- Paulina s'en va, regia di André Téchiné (1975)
- L'ultimo giorno di scuola prima delle vacanze di Natale, regia di Gian Vittorio Baldi (1975)
- Vizi privati, pubbliche virtù, regia di Miklós Jancsó (1976)
- Novecento, regia di Bernardo Bertolucci (1976)
- La gang del parigino - Pierrot le Fou (Le Gang), regia di Jacques Deray (1977)
- La nuit, tous les chats sont gris, regia di Gérard Zingg (1977)
- Morti sospette (Un papillon sur l'épaule), regia di Jacques Deray (1978)
- Viaggio con Anita, regia di Mario Monicelli (1978)
- Il piccolo Archimede, regia di Gianni Amelio (1979)
- La luna, regia di Bernardo Bertolucci (1979)
- Loin de Manhattan, regia di Jean-Claude Biette (1982)
- Il mondo nuovo, regia di Ettore Scola (1982)
- Venice en hiver, regia di Jacques Doniol-Valcroze (1982)
- Strada Pia, regia di Georg Brintrup (1983)
- La fuite en avant, regia di Christian Zerbib (1983)
- Ars amandi - L'arte di amare (Ars amandi), regia di Walerian Borowczyk (1983)
- Retenez-moi... ou je fais un malheur!, regia di Michel Gérard (1984)
- Rapporti di classe, regia di Danièle Huillet e Jean-Marie Straub (1984)
- Chambre d'amie, regia di Caroline Huppert (1985)
- Tutta colpa del paradiso, regia di Francesco Nuti (1985)
- Mamma Ebe, regia di Carlo Lizzani (1985)
- Corps et biens, regia di Benoît Jacquot (1986)
- Jenatsch, regia di Daniel Schmid (1987)
- L'estate impura, regia di Pierre Granier-Deferre (1987)
- Caramelle da uno sconosciuto, regia di Franco Ferrini (1987)
- I cammelli, regia di Giuseppe Bertolucci (1988)
- Jane B. par Agnès V., regia di Agnès Varda (1988)
- Le rose blu, regia di Anna Gasco, Tiziana Pellerano e Emanuela Piovano (1989)
- Courage Mountain, regia di Christopher Leitch (1990)
- Le champignon des Carpathes, regia di Jean-Claude Biette (1990)
- Donne di piacere, regia di Jean-Charles Tacchella (1990)
- Les enfants d'abord, regia di Caroline Huppert (1990)
- Caldo soffocante, regia di Giovanna Gagliardo (1991)
- Segno di fuoco, regia di Nino Bizzarri (1990)
- Il grande cocomero, regia di Francesca Archibugi (1993)
- La ribelle, regia di Aurelio Grimaldi (1993)
- Mario, Maria e Mario, regia di Ettore Scola (1993)
- Con gli occhi chiusi, regia di Francesca Archibugi (1994)
- Un eroe borghese, regia di Michele Placido (1995)
- I magi randagi, regia di Sergio Citti (1996)
- Marianna Ucrìa, regia di Roberto Faenza (1997)
- Un air si pur..., regia di Yves Angelo (1997)
- La vie ne me fait pas peur, regia di Noemi Loevsky (1998)
- E insieme vivremo tutte le stagioni, regia di Gianni Minello (1999)
- L'amore era una cosa meravigliosa, regia di Paolo Costella (1999)
- The Protagonists, regia di Luca Guadagnino (1999)
- A mia sorella! (À ma soeur!), regia di Catherine Breillat (2001)
- Fratella e sorello, regia di Sergio Citti (2002)
- Il diario di Matilde Manzoni, regia di Lino Capolicchio (2002)
- Gli astronomi, regia di Diego Ronsisvalle (2003)
- La felicità non costa niente, regia di Mimmo Calopresti (2003)
- Il quaderno della spesa, regia di Tonino Cervi (2003)
- Raul - Diritto di uccidere, regia di Andrea Bolognini (2005)

#### Televisione
- Le canzoni di tutti, varietà musicale di Luciano Salce, Ruggero Maccari, Ettore Scola, regia di Mario Landi, 7 puntate dal 15 gennaio al 26 febbraio 1958.
- Tutto da rifare pover'uomo, sceneggiato televisivo, regia di Edmo Fenoglio (1960)
- Oro matto, sceneggiato televisivo, regia di Raffaele Meloni (1972)
- Un uomo di spirito, regia di Giacomo Colli, trasmessa il 21 agosto 1973.
- Eva, di Elmer Rice, regia di Raffaele Meloni, trasmesso il 1⁰ maggio 1976.
- Un matrimonio in provincia, regia di Gianni Bongioanni, sceneggiato televisivo (1980)
- Le ali della colomba, regia di Gianluigi Calderone (1981)
- Viaggio a Goldonia, regia di Ugo Gregoretti, sceneggiato in 3 puntate, trasmesso dal 16 al 30 marzo 1982.
- La Certosa di Parma di Stendhal, regia di Mauro Bolognini, sceneggiato televisivo in 6 puntate, trasmesso dal 12 settembre al 17 ottobre 1982.

### Regista
- Il silenzio è complicità (1976)
- Pier Paolo Pasolini e la ragione di un sogno (2001)

## Teatro
- I saltimbanchi di Walter Chiari e Italo Terzoli (1954)
- Le Coefore di Eschilo (1954)
- El Cid di Pierre Corneille, regia di Lucio Chiavarelli (1955)
- Il crogiuolo di Arthur Miller, regia di Luchino Visconti (1955)
- Il ventaglio di Carlo Goldoni, regia di Carlo Lodovici (1955) (per qualche replica in sostituzione di Adriana Asti)
- Le donne al parlamento di Aristofane, regia di Luigi Squarzina (1955)
- Giro a vuoto di autori vari, regia di Filippo Crivelli (1960)
- I sette peccati capitali di Bertolt Brecht, regia di Luigi Squarzina (1961)
- Der Jasager di Bertolt Brecht (1964)
- Potentissima Signora di autori vari, regia di Mario Missiroli (1965)
- Il ricatto a teatro di Dacia Maraini, regia di Roberto Guicciardini (1967)
- Candelaio di Giordano Bruno, regia di Luca Goldoni (1968)
- Orgia di Pier Paolo Pasolini, regia di Pier Paolo Pasolini (1968)
- Not I di Samuel Beckett, regia di Franco Enriquez (1970)
- Orgia di Pier Paolo Pasolini, regia di Mario Missiroli (1984)
- Les Chansons de Bilitis di Pierre Louÿs e Claude Debussy, Una disperata vitalità di Pier Paolo Pasolini (1985)
- Una disperatà vitalità di Pier Paolo Pasolini, regia di Laura Betti (1992)

## Prosa radiofonica Rai
- La fidanzata del bersagliere, radiodramma di Edoardo Anton, regia di Luciano Mondolfo, trasmessa il 19 novembre 1960.
- La ragazza al balcone, radiodramma di Edoardo Anton, musiche di Fiorenzo Carpi, regia di Luciano Mondolfo, trasmessa il 9 giugno 1962.

## Doppiaggio
Betti ha lavorato molto anche nel mondo del doppiaggio. La sua voce molto particolare è sempre riconoscibile. 
Due esempi: la voce "indemoniata" di Linda Blair (che in originale è dell'attrice Mercedes McCambridge) e del demone Pazuzu ne L'esorcista e quella di Hélène Surgère in Salò o le 120 giornate di Sodoma.

## Discografia

### LP
- Laura Betti con l'orchestra di Piero Umiliani (Jolly LPJ 5020, 1960)
- Laura Betti canta Kurt Weill 1900-1933 (Ricordi SMRL 6031, 1963)
- Laura Betti canta Kurt Weill 1933-1950 (Ricordi SMRL 6032, 1963)

### EP
- 1957 - Tout l'amour que j'ai (RCA Italiana, A72V 0110)
- 1958 - Laura Betti Piero Umiliani e la sua orchestra (RCA Italiana, A72V 0220)
- 1960 - Quattro canzoni con Laura Betti (Jolly EPJ 3000)
- Laura Betti con l'orchestra di Piero Umiliani. Quella cosa in Lombardia/Piero/Io son' una (Jolly EPJ 3004, 1960)
- Laura Betti con l'orchestra di Piero Umiliani. Macrì Teresa detta Pazzia/Valzer della toppa/Cocco di mamma (Jolly EPJ 3005, 1960)
- Laura Betti con l'orchestra di Piero Umiliani. Venere tascabile/Vera signora/E invece no (Jolly EPJ 3006, 1960)
- Laura Betti dal film 'Cronache del '22'. Nel '22 sognavo già l'amore/Proprio oggi/Sulla strada che va a Reggio/La prima volta (Jolly EPJ3009, 1961)
- Laura Betti N.1. Je me jette/La parade du suicide/Je hais Rome/La belle Léontine (Chansons d'Orphée 150019, 1962)
- Laura Betti N.2. Je sais vivre/Piero/Maria le Tatuage/Une vraie dame (Chansons d'Orphée, 150021b, 1962)
- Laura Betti e Paolo Poli. Doppio EP. La bambinona/Guglielmino/La bella Leontine/Io Corpus Domini 1938/Mi butto/Donna bocca bella/Donna Lombarda/Orrenda madre/La Lisetta/La Ninetta/La Morettina/La Gigiotta (Carosello LC4001/2, 1964)
- Ordine e disordine. Ai brigoli di Casalecchio/M'hai scocciata, Johnny/Monologo della buca/Solitudine/Lamento del nord (I dischi del sole DS 40, 1965)

### Singoli
- Les pantoufles à papa/L'attesa (Rca Italiana N0595, 1957)
- Venere tascabile/Seguendo la flotta (Jolly J 20135, 1960)
- Ballata dell'uomo ricco/Ballata del pover'uomo (Jolly J 20128, 1961)
- E invece no/Solamente gli occhi (Jolly J 20136X45, 1961)

## Editoria
È autrice del romanzo/autobiografia Teta Veleta edito da Garzanti nel 1979 e ora fuori catalogo. Teta Veleta si riferisce a uno scritto giovanile di Pasolini, che il poeta spiegherà in seguito così:
Sempre di Pasolini è l'articolo di Vogue del 1971 presente come prefazione del libro.
Ha inoltre curato il volume Pasolini cronaca giudiziaria, persecuzione, morte pubblicato nel 1977 da Garzanti e, insieme a Giovanni Raboni, la raccolta di poesie Breyten Breytenbach: un pendaglio da forca, Fondo Pasolini Edizioni.

## La Passione di Laura
È il titolo del film documentario diretto da Paolo Petrucci e uscito in anteprima nazionale il 29 ottobre 2011 nel quale viene ripercorsa la carriera di Betti grazie anche ai contributi, tra gli altri, di Bernardo Bertolucci, Giacomo Marramao, Francesca Archibugi e Jack Lang. Il film è stato candidato nel 2012 al Nastro d'argento, nella categoria Nastro d'argento al miglior documentario sul cinema.

## Riconoscimenti
- 1968 – Coppa Volpi per la migliore interpretazione femminile nel film Teorema al Festival di Venezia 1968.
- 1979 – Premio per l'interpretazione femminile nel film Il piccolo Archimede al Festival internazionale del cinema di San Sebastián.
- 1984 – Commandeur Ordre des arts et des lettres.
- 1986 – Ciak d'oro, candidatura a miglior attrice non protagonista per Tutta colpa del paradiso
- 1993 – Ciak d'oro come miglior attrice non protagonista per Il grande cocomero.
- 1995 – Candidatura al Ciak d'oro per Un eroe borghese
- 1969 – Candidatura al Nastro d'argento come migliore attrice non protagonista per Teorema
- 1975 – Candidatura al Nastro d'argento come migliore attrice non protagonista per Fatti di gente per bene
- 1977 – Candidatura al Nastro d'argento come migliore attrice non protagonista per Novecento
- 1983 – Candidatura al Nastro d'argento come migliore attrice non protagonista per Il mondo nuovo
- 2002 – Candidatura al Nastro d'argento come migliore attrice non protagonista per Il diario di Matilde Manzoni
- 2003 – Candidatura al Nastro d'argento come migliore attrice non protagonista per La felicità non costa niente
- 2003 – Targa ricordo di Paolo Volponi Casadeipensieri Bologna

## Curiosità
- Nel film Strada Pia (Italia / Germania 1983) girato dal regista tedesco Georg Brintrup per la televisione tedesca WDR, Laura Betti, vestita come Sonia "la diva" nel film La ricotta (1963), recita poesie di Pasolini.